# Landgraafschap Sausenberg
Het landgraafschap Sausenberg, was een tot de Zwabische Kreits behorend landgraafschap binnen het Heilige Roomse Rijk.

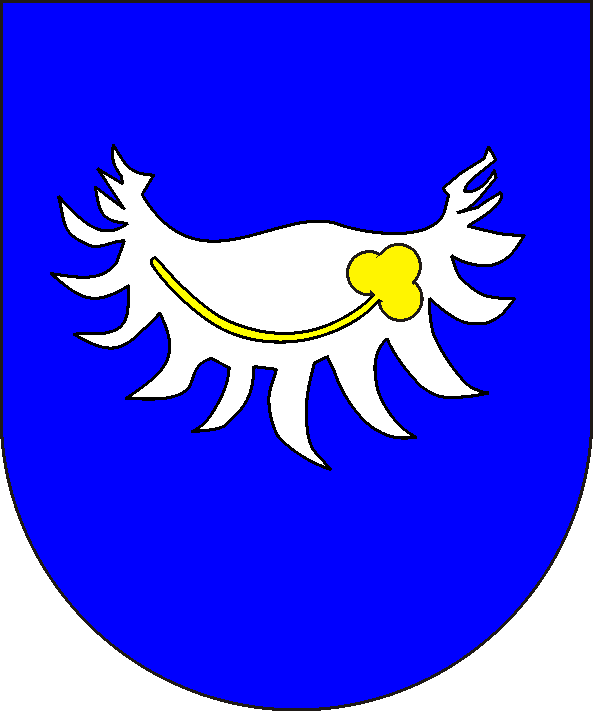
Landgraafschap Sausenberg

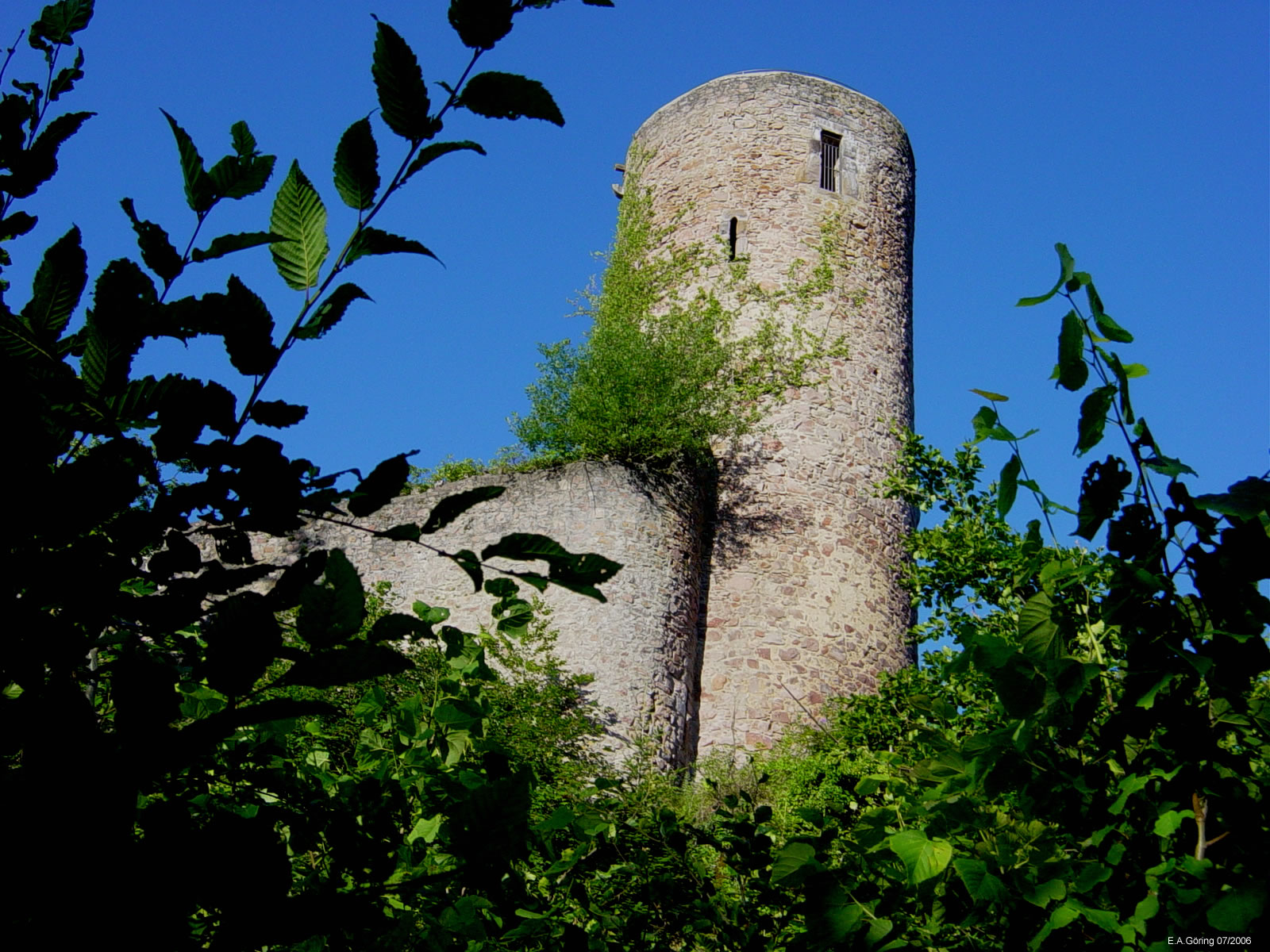
de Sausenburg

In 1232 verwierven de markgraven van Hachberg van de abdij St. Blasien de Hachberg, waarop zij de burcht Sausenburg bouwden. De Sausenburg is nu een burchtruïne op het gebied van de stad Kandern in Baden-Württemberg.
Bij de deling van de landen onder de zonen van markgraaf Hendrik II van Hachberg in 1305 kreeg Rudolf I Sausenberg en ontstond er een tak Baden-Sausenberg. Door het huwelijk Rudolf I (volgens WW-person van Otto) met Agnes van Rötteln werd in 1315 de heerlijkheid Rötteln geërfd. Sindsdien werd de Sausenburg door een voogd bestuurd. In 1444 schonk een neef van de landgraaf, graaf Jan van Freiburg, de heerlijkheid Badenweiler.
De laatste graaf Philips was een zoon van Margaritha van Chalons, die erfrechten had op Oranje. Graaf Philips voerde daarom de titel prins van Oranje. Na het uitsterven van de tak Baden-Sausenberg in 1503 viel de heerlijkheid aan het markgraafschap Baden. Ten gevolge van de delingen van 1515 en 1535 kwam Hachberg bij het markgraafschap Baden-Durlach.
In 1584 kreeg de derde zoon van Karel II van Baden-Durlach het landgraafschap toegewezen. Toen hij in 1604 zijn oudere broer Ernst Frederik opvolgde werd het gebied herenigd met Baden-Durlach.
| regering  | naam       | geboren   | overleden      | familie                          |
| --------- | ---------- | --------- | -------------- | -------------------------------- |
| 1290-1313 | Rudolf I   |           | voor 10-1-1314 | zoon van Hendrik II van Hachberg |
| 1313-1318 | Hendrik    |           | 1318/22        | zoon                             |
| 1313-1352 | Rudolf II  |           | 1352/6         | broer                            |
| 1313-1384 | Otto       |           | 18-3-1387      | broer                            |
| 1352-1428 | Rudolf III | 1343      | 8-2-1428       | zoon van Rudolf II               |
| 1428-1441 | Willem     | 11-7-1406 | na 21-5-1473   | zoon                             |
| 1441-1487 | Rudolf IV  | 1427      | 12-4-1487      | zoon                             |
| 1441-1444 | Hugo       |           | 1445           | broer                            |
| 1487-1503 | Philips    | 1452      | 9-9-1503       | zoon van Rudolf IV               |